# 4716 Urey
4716 Urey este un asteroid din centura principală, descoperit pe 30 octombrie 1989 de Schelte Bus.